# 查布嘎站
查布嘎站，位于中华人民共和国内蒙古自治区赤峰市阿鲁科尔沁旗天山镇，是集通铁路上的火车站，建于1995年，由集通铁路公司管辖。

## 車站周邊
- 阿鲁科尔沁旗天山汽车站
- 阿鲁科尔沁丽都国际酒店
- 阿鲁科尔沁旗中蒙医院
- 天山第三小学
- 中国工商银行阿鲁科尔沁旗支行
- 中国邮政储蓄银行天缘营业所
- 阿鲁科尔沁旗住房和城乡建设局
- 阿鲁科尔沁旗君悦大酒店
- 阿鲁科尔沁旗环境保护局
- 阿鲁科尔沁旗人民政府
- 阿鲁科尔沁旗文化体育广播电视局
- 阿鲁科尔沁宾馆
- 阿鲁科尔沁旗林业局
- 天山一中

## 歷史
- 建于1995年。

## 外部連結
- 中国铁路客户服务中心 （页面存档备份，存于）